# Вирзелен
Вирзелен (њем. Würselen) град је у њемачкој савезној држави Северна Рајна-Вестфалија. Једно је од 10 општинских средишта округа Регион Ахен. Према процјени из 2010. у граду је живјело 37.839 становника. Посједује регионалну шифру (AGS) 5334036, NUTS (DEA25) и LOCODE (DE WRS) код.

## Географски и демографски подаци
Вирселен се налази у савезној држави Северна Рајна-Вестфалија у округу Регион Ахен. Град се налази на надморској висини од 170 метара. Површина општине износи 34,4 km². У самом граду је, према процјени из 2010. године, живјело 37.839 становника. Просјечна густина становништва износи 1.100 становника/km².

## Међународна сарадња
| Мјесто      | Држава       | Врста сарадње | Од    |
| ----------- | ------------ | ------------- | ----- |
| Кампањатико | Италија      | партнерство   | 2004. |
|             | Француска    | партнерство   | 1976. |
| Рео         | Буркина Фасо | партнерство   | 1990. |
| Извор       |              |               |       |